# Crowland
Crowland är en stad och civil parish i South Holland i Lincolnshire i England. Orten har 4 211 invånare (2011).